# Jan Albert Willinge Gratama

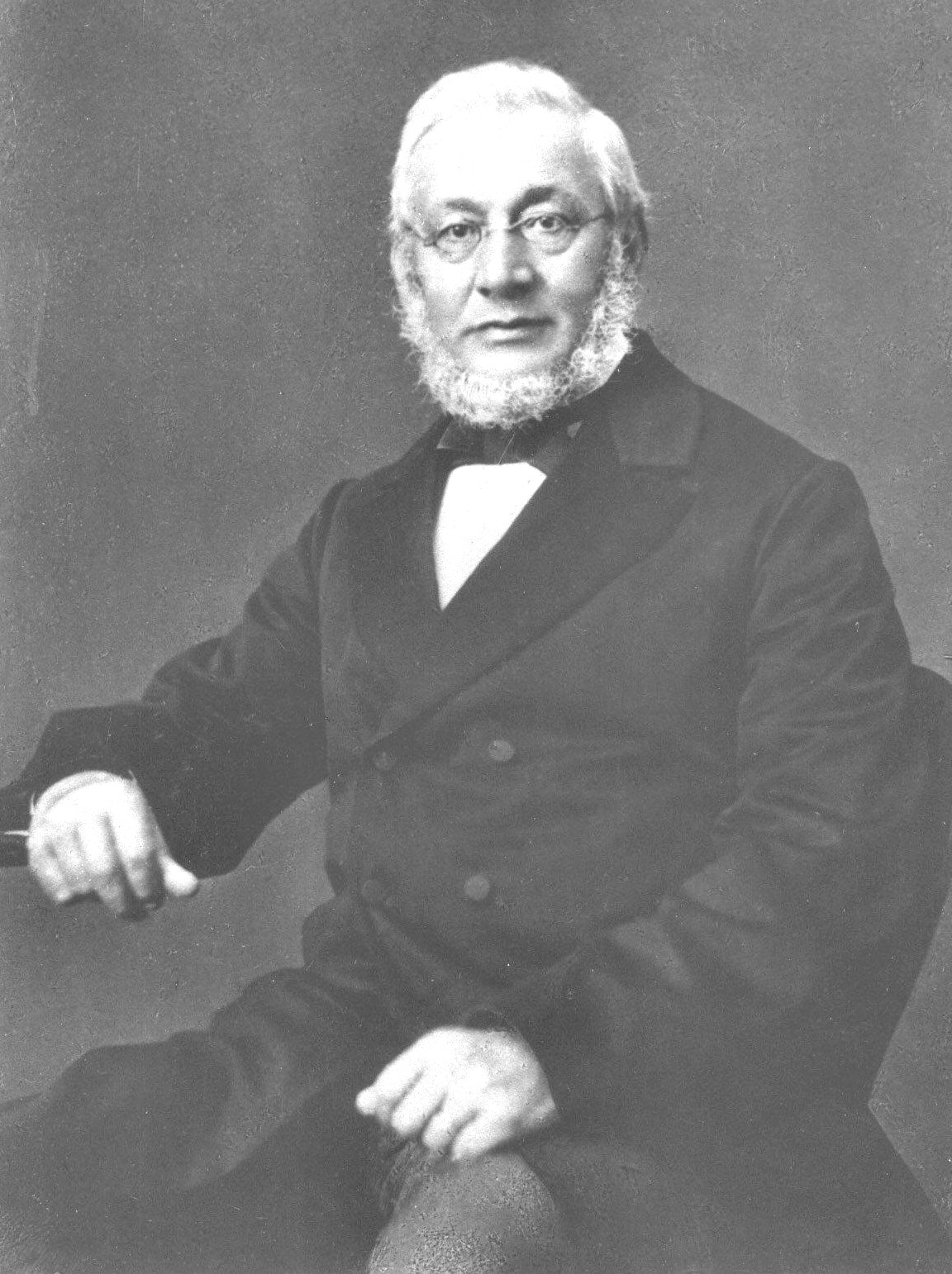
Portret van Jan Albert Willinge Gratama op oudere leeftijd

Jan Albert Willinge Gratama (Assen, 1 maart 1819 – Assen, 29 november 1886) was een Nederlands jurist, krantenuitgever en grootgrondbezitter. Hij speelde een belangrijke rol in het maatschappelijke leven van Drenthe in de tweede helft van de negentiende eeuw.

## Leven en werk
Gratama studeerde rechten aan de Hogeschool in Groningen, waar hij in 1841 promoveerde. Na zijn studie begon hij zijn carrière als provinciaal ambtenaar in Assen, waarna hij advocaat en later procureur werd bij de Arrondissementsrechtbank en het Provinciaal Gerechtshof.
Omstreeks 1850 nam Willinge Gratama de leiding over van de Provinciale Drentsche en Asser Courant van zijn vader. Deze krant, die voorheen werd gedrukt door de drukkerij van Van Gorcum, liet hij vanaf dat moment in zijn eigen drukkerij drukken. Onder zijn leiding groeide deze drukkerij uit tot een van de grootste bedrijven in Assen.
De krant bleef de spreekbuis van het Herenbolwerk, maar als eigenaar-redacteur gaf hij de krant een duidelijk liberale signatuur, in tegenstelling tot zijn meer conservatieve vader. Gratama was een fervent aanhanger van de ideeën van Johan Rudolph Thorbecke en het liberale principe van vrijheid van meningsuiting. Dit resulteerde in een krant die ook ruimte bood aan oppositionele stemmen, waaronder polemieken met de socialistische leider Ferdinand Domela Nieuwenhuis. Hij stond echter minder tolerant tegenover wat hij de  'groeiende macht van Rome en Dordt'  noemde en voerde hier fel en soms demagogisch campagne tegen. Een voorbeeld hiervan is een hoofdartikel uit 1883 waarin hij de rooms-katholieke kerk karakteriseerde als ' ... eene Kerk, die onze voorvaders om den geloove heeft geroosterd en vermoord' .

## Nevenactiviteiten
Naast zijn werk voor de krant had Gratama diverse andere functies. Samen met zijn broer mr. Lucas Oldenhuis Gratama was hij bestuurslid van de Spoorwegvereeniging Drenthe, die zich met succes inzette voor een eigen spoorlijn door de provincie. Ook was hij lange tijd bestuurslid van het Drentsch Landbouwgenootschap en vertegenwoordigde hij hypotheekbanken en assurantiekantoren.

## Grootgrondbezitter
Gratama was een grootgrondbezitter. Bezat hij aanvankelijk alleen onroerend goed in de gemeente Assen, in de loop van de jaren wist hij ook grond te verwerven in Emmen, Odoorn, Sleen, Rolde, Smilde, Beilen, Anlo, Zuidwolde en Dalen. De landerijen van Gratama bestonden hoofdzakelijk uit grasland en veen, en besloegen tesamen vele honderden hectaren. Hierdoor kon hij geleidelijk ook een actief vervener worden.

## Privéleven
Hij werd geboren als kind van mr. Sibrand Gratama en Johanna Gesina Oldenhuis Kymmell. Zijn broers waren ondermeer mr. Lucas Oldenhuis Gratama, mr. Bernard Jan Gratama en dr. Koenraad Wolter Gratama. In 1845 trouwde hij in Meppel met Johanna Jacoba Kniphorst. Samen kregen zij twaalf kinderen. Jan Albert Willinge Gratama overleed op 29 november 1886 in zijn geboorteplaats Assen.